# Dwyane Wade
Dwyane Tyrone Wade, Jr., född 17 januari 1982 i Chicago, Illinois, även kallad Flash och D-Wade, är en före detta amerikansk professionell basketspelare, som spelade som shooting guard i NBA.

## Basketkarriär
Dwyane Wade föddes  i Chicago, Illinois, och studerade vid Marquette University i Milwaukee, Wisconsin. Under andra och tredje året spelade han i skolans basketlag och bidrog i stor utsträckning till att laget skördade framgångar. Av det följde att han vid NBA-draften 2003 blev den femte av alla som valdes.
2006 vann han NBA-finalen med sitt Miami Heat. Han snittade 34,7 poäng i finalspelet och utsågs till "mest värdefulla spelare" (MVP). Säsongen 2008/2009 vann han NBA:s poängliga. Från 2010 bildade han tillsammans med LeBron James och Chris Bosh lagets "big three". Tillsammans vann de två mästerskap, år 2012 och 2013. Trion höll ihop till och med säsongen 2013/2014, som slutade med finalförlust mot San Antonio Spurs.

### Landslagskarriär
Dwyane Wade medverkade i USA:s lag som tog OS-brons 2004 i Aten. Det sågs som ett stort misslyckande för USA, som annars dominerat turneringen sedan "Dream Team" vid OS 1992. Han var också med och tog VM-brons 2006 i Japan.
Vid OS 2008 i Peking var Wade med och tog revansch genom att vinna OS-guld. Detta var USA:s trettonde basketguld i olympiska sommarspelen.